# Parohinka trispicata
Parohinka trispicata är en insektsart som beskrevs av Webb 1981. Parohinka trispicata ingår i släktet Parohinka och familjen dvärgstritar. Inga underarter finns listade i Catalogue of Life.